# Андрей Кудрна
Андрей Кудрна (словац. Andrej Kudrna; 11 травня 1991, м. Нове Замки, ЧССР) — словацький хокеїст, лівий нападник. Виступає за «Слован» (Братислава) у Континентальній хокейній лізі.
Виступав за «Ванкувер Джаєнтс» (ЗХЛ), «Ред-Дір Ребелс» (ЗХЛ), «Слован» (Братислава), ХК «Скаліца».
У чемпіонатах Словаччини — 39 матчів (7+6), у плей-оф — 7 матчів (0+1). 
У складі молодіжної збірної Словаччини учасник чемпіонату світу 2011.
Досягнення
- Чемпіон Словаччини (2012).